# Пятихатский городской совет
Пятихатский городской совет (укр. П'ятихатська міська рада) — административно-территориальная единица и соответствующий орган местной власти в составе Пятихатского района Днепропетровской области Украины.
Административный центр городского совета находится в г. Пятихатки.

## История
- 1923 — дата образования.

## Населённые пункты совета
- г. Пятихатки